# ファーストキス 1ST KISS
『ファーストキス 1ST KISS』は、2025年2月7日に公開された日本の恋愛映画。監督は塚原あゆ子、脚本は坂元裕二。主演は松たか子。

## あらすじ
結婚して15年となる夫の駈を事故で亡くした硯カンナは、新たな人生を送ろうとしていたある時、タイムトラベルを行う術を手に入れ、夫と出会う直前の過去へ戻る。生前の駈とは不仲な状態にあったカンナだったが、若い頃の駈を見たカンナは再び恋に落ち、同時に、15年後に事故死する夫を救わなくてはという思いに駆られる。

## キャスト
〈〉内は設定年齢。過去と現在両方に登場する人物は「〈過去年齢〉▶︎〈現在年齢〉」で表記。

### 主要人物
硯カンナ（すずり カンナ）〈29〉▶︎〈45〉
演 - 松たか子
事故で夫を亡くし、夫と出会う直前の日にタイムトラベルをする主人公。2.5次元舞台の美術スタッフで、15年前は高原のホテルに屋外彫刻を提供し、その作品の除幕式に訪れている。
硯駈（すずり かける）〈29〉▶︎〈44〉
演 - 松村北斗
タイムトラベルで未来から来た妻と出会う、硯カンナの夫。
天馬里津（てんま りつ）〈27〉▶︎〈42〉
演 - 吉岡里帆
市郎教授の娘。
父の大学の研究員・駈に恋心をいだいている。
世木杏里（せぎ あんり）〈22〉
演 - 森七菜
舞台・美術スタッフ。
カンナと共に働く美術スタッフで、年下ながらカンナに適格なアドバイスをするしっかり者。
天馬市郎（てんま いちろう）〈60〉
演 - リリー・フランキー
古生物学の教授。
研究員の駈のことを可愛がり、頼りにしている。

### 現在の人物
田端由香里〈40〉
演 - YOU
テレビ局のプロデューサー。
越智智仁〈30〉
演 -
テレビ局のプロデューサー。
宅配便の配達員
演 - 竹原ピストル
青山悠人〈24〉
演 - 和田雅成
舞台俳優。
小型犬のココナを飼っている。
茅島勇磨〈26〉
演 - 佐伯大地
舞台俳優。
大島保〈52〉
演 -
舞台監督。
五十嵐美緒〈30〉
演 - 長内映里香
転落したベビーカーに乗っていた赤ん坊の母親。
五十嵐楓〈1〉
演 -
線路に転落するベビーカーに乗っていた赤ん坊。
雨宮辰雄
演 - 鈴木慶一
古書雫堂の書店員。
ラジオのパーソナリティ
声 - 花江夏樹

### 過去の人物
宇佐見慶吾
演 - 松田大輔
星ヶ丘リゾートホテルの客室責任者。
鳩村咲楽
演 - 神野三鈴
星ヶ丘リゾートホテルの支配人。
岡村潤一〈35〉
演 - 猪征大
星ヶ丘リゾートホテルの車寄せ係。
皆本佳林
演 - 山田詩子
小学5年生。
吉山一輝とともに夏休み新聞を作っており、ポラロイドカメラを持っている。
吉山一輝
演 - 山田暖絆
小学5年生。
皆本佳林とともに夏休み新聞を作っており、メモ帳とペンを持っている。
天馬里津の友人
演 - いずみかわみほ 
山根廉〈29〉
演 -
結婚記念の写真を撮っているカップル。
山根美月〈29〉
演 - 元松あかね
結婚記念の写真を撮っているカップル。
真山日菜
演 - あかせあかり
かき氷屋の行列で後ろに並んでいる女性二人組。
君島愛莉
演 - めがね
かき氷屋の行列で後ろに並んでいる女性二人組。

## スタッフ
- 脚本：坂元裕二[4]
- 監督：塚原あゆ子[4]
- 音楽：岩崎太整[4]
- エンディングテーマ：優河「next to you」[3]
- 製作：市川南、上田太地[4]
- 共同製作：田中優策、弓矢政法、渡辺章仁、檜原麻希[4]
- エグゼクティブ・プロデューサー：臼井央[4]
- 企画・プロデュース：山田兼司[4]
- プロデューサー：伊藤太一[4]
- 撮影：四宮秀俊[4]
- 照明：秋山恵二郎[4]
- 録音：反町憲人[4]
- 美術：杉本亮[4]
- 装飾：大和昌樹[4]
- スタイリスト：伊賀大介[4]
- 衣装：田口慧[4]
- ヘアメイク：酒井夢月[4]
- キャスティング：田端利江[4]
- 編集：西尾光男[4]
- 記録：森本順子[4]
- 音響効果：荒川きよし[4]
- リレコーディングミキサー：佐藤宏明 (molmol)
- カラリスト：石山将弘[4]
- 助監督：山田卓司[4]
- 制作担当：菅井俊哉[4]
- ラインプロデューサー：横井義人[4]
- VFXプロデューサー：林達郎[4]
- 配給：東宝[2][4]
- 制作プロダクション：TOHOスタジオ、AOI Pro.
- 製作：「1ST KISS」製作委員会（東宝、AOI Pro.、ジェイアール東日本企画、ローソン、ニッポン放送）

## 音楽

### サウンドトラック
収録曲
| 全作曲: 岩崎太整。 |                                 |       |            |      |
| #                  | タイトル                        | 作詞  | 作曲・編曲 | 時間 |
| 1.                 | 「空洞」                        |       | 岩崎太整   | 1:42 |
| 2.                 | 「next to you（feat.優河）」    |       | 岩崎太整   | 3:55 |
| 3.                 | 「首都高にて（feat.坂東祐大）」 |       | 岩崎太整   | 1:14 |
| 4.                 | 「2009」                        |       | 岩崎太整   | 1:21 |
| 5.                 | 「邂逅」                        |       | 岩崎太整   | 0:27 |
| 6.                 | 「帰り道」                      |       | 岩崎太整   | 0:36 |
| 7.                 | 「We Ain't Got It All」         |       | 岩崎太整   | 2:37 |
| 8.                 | 「隣に」                        |       | 岩崎太整   | 1:27 |
| 9.                 | 「ハドロン」                    |       | 岩崎太整   | 2:22 |
| 10.                | 「摩擦」                        |       | 岩崎太整   | 3:16 |
| 11.                | 「Undo」                        |       | 岩崎太整   | 0:37 |
| 12.                | 「ハドロンⅡ」                   |       | 岩崎太整   | 0:40 |
| 13.                | 「Underneath The Moon」         |       | 岩崎太整   | 5:15 |
| 14.                | 「1st kiss」                    |       | 岩崎太整   | 3:00 |
| 15.                | 「分かれ、別れ」                |       | 岩崎太整   | 1:04 |
| 16.                | 「手紙」                        |       | 岩崎太整   | 2:36 |
| 合計時間:          | 合計時間:                       | 32:09 |            |      |

## 受賞・選出
- 映画レビューサイトFilmarksが公開した2月第1週公開映画の初日満足度ランキングにおいて第1位を記録した[13]。
- モデルプレスが発表した2025年上半期ベスト邦画ランキングにおいて第1位を記録した[14]。
- 日経エンタテインメント!が2025年7月号に掲載した2025年上半期映画満足度ランキングにおいて全体において第3位、邦画において第1位を記録した[15]。

## 製作エピソード
プロデューサーの山田兼司が脚本家の坂元裕二へ「一緒に映画を作りませんか」と話し、坂元が快諾する形で映画制作が始まった。以前一緒に仕事をした際に山田が坂元へよく家族や夫婦の話をしていたことから、「この人といつか一緒に家族や夫婦を題材にした作品を作りたいな」と思っていた坂元が「家族や夫婦の映画を作りませんか」と話をしたことから映画の方向性が決定した。その後、坂元や山田が好きな作品を多く手掛けている監督の塚原あゆ子に本作の監督を引き受けてもらえないか打診したところ快諾してもらい、信頼できる役者陣、撮影、照明、美術、音楽といった制作・製作に関わる人たちにもそれぞれ声をかけていきながら映画の制作・製作が進められていった。
本作は2024年の5月頃に撮影が行われた。
本作の監督を引き受けた塚原監督はインタビューの中で「脚本を受け取った時の緊張感だけを覚えています」と振り返り、「最初に脚本を読んだとき、“これはもう聖書（バイブル）なんじゃないか”と思いました（笑）。私自身、坂元さんのドラマをずっと昔から見てきていて、せりふを一言一句変えてはいけないような圧を感じました」と当初はかなり緊張したが、実際に坂元本人と会話をすると塚原個人の考えや現場の視点などの話も真っ直ぐ受けとってくれたことから、作品全体のためのコミュニケーションを大事にしている人なんだなと感じ、徐々に緊張がほぐれていったと話している
坂元は本作の公開発表時に「最高のキャストとお仕事出来る喜びと、塚原監督の無尽蔵のエネルギーとアイデアに出会って、自分自身完成した映画を観る日が楽しみで仕方ありません」とコメントしている。また、坂元は「これってもしかしたらタイムトラベルをしなくても、自分たちの気持ちや行動でやり直していけるんじゃないだろうか」と映画を観た人に感じてもらえればいいなと思いながら脚本を書いていたと話している。
1番最初にキャストへ配られた脚本は4、5時間の映画になるほどのボリュームがあり、そこから坂元が再構成しながら撮影台本としての最終稿を完成させた。1番最初の脚本を受け取っていた松村北斗は「過去での出来事や、他のキャラクターの話がもっとたくさんあって、それがどれも本当に面白かったんです。それをどんどん削って、さらに洗練されていって。でもなぜか寂しくなるところはなく、むしろその進化を見守れたことで、坂元さんのすごさをより感じることが出来ました。（1番最初に渡された）この台本、絶対取っておこうと思います」と話している。
主演を務めた松たか子は本作について「とても面白いと思いました！『どう映像化するの？』と思いました」と本作の企画や台本を初めて読んだ当時の心境について話している。また、本作の完成披露試写会の中で「駈とカンナのお話ではあるんですが、何回か観ていくと二人を取り巻く人たちにも目が行って、想像が膨らみます。そんなことをしていると、自分自身に返ってくるようなお話なのかなと思っています」と話している。
主人公の夫役を務めた松村は本作の完成披露試写会の中で「本作は夫婦の物語ですが、観る人によっては自分の身近な親友であったり、家族であったり、仕事の仲間であったり、いろいろな物語に変わっていく作品だと思いました。観た人の明日がキラッとするような作品として届くと良いなと思います」と話している。
主演を務めた松が単独で登壇した福岡舞台挨拶イベントの中で「演じていて印象に残ったシーンは？」という質問に対して松は「私自身が演じていて特に印象に残ったシーンは、劇中で演じたカンナが最初の方は自分の目的を達成するためにおしゃれをしたり、お化粧をしたりするのですが、それなのに最後にやっと駆へ思いが伝わる重要なチャペルの場面では余裕がなくなって一番何でもない格好をしているシーンです。ろくに化粧もせず普段着のようなヨレヨレのシャツとジーパンを着たら、やっと駆へ思いが伝わるシーン。愉快な女性だなと思いました」と答えている。
スタジオジブリ代表取締役議長の鈴木敏夫、小説家の凪良ゆう、劇作家の上田誠、法学者の山口真由などから本作へ推薦コメントが寄せられた。

## 興行収入
公開1週目（2月7日～9日）は、初日から3日間で動員17万4000人、興行収入2億5400万円を記録し、全国映画動員ランキングで初登場1位を獲得した。
2週目（2月14日〜16日）は、週末3日間で動員16万1000人、興収2億4200万円を記録。累計成績は動員54万人、興収7億7900万円を突破し、3位にランクインした。
3週目（2月21日〜23日）は、週末3日間で前週を上回る動員16万9000人、興収2億5500万円をあげて2位となった。2月22日時点で、累計動員70万人、累計興収10億円、2月26日時点で、累計動員100万人、興収は14億3000万円を突破している。
4週目（2月28日～3月2日）は、週末3日間で動員14万2000人、興収2億400万円を記録し、3週間ぶりに1位に返り咲いた。3月2日時点で累計動員は117万人、興収は16億7000万円に達している。
5週目（3月7日～9日）は、週末3日間で動員10万2000人、興収1億5600万円を記録し、累計では動員138万人、興収19億円を突破し、4位にランクイン。3月10日時点で累計動員140万人、興収20億円を超えたことが報告された。
6週目（3月14日～16日）は、5位を維持し、累計で動員154万人、興収22億円を突破した。
7週目（3月21日～23日）は、6位にランクインし、累計で動員166万人、興収23億8000円を記録。
8週目（3月28日～30日）は、7位にランクインし、累計は動員176万人、興収25億円を突破。
9週目（4月4日～6日）は、9位にランクインし、累計は動員183万人、興収26億2000万円となった。
10週目（4月11日～13日）、11週目（4月18日～20日）は、9位を維持した。
5月6日時点（公開89日間）で、累計は動員197万人、興収28億2000万円に達した。